# Hikari Takagi
Hikari Takagi (高木 ひかり, Takagi Hikari), née le 21 mai 1993, est une joueuse internationale de football japonaise.

## Biographie
Le 5 juin 2016, elle fait ses débuts avec l'équipe nationale japonaise contre l'équipe des États-Unis. Elle compte 19 sélections et 1 but en équipe nationale du Japon.

## Statistiques
Le tableau ci-dessous présente les statistiques de Hikari Takagi en équipe nationale
| Équipe du Japon | Équipe du Japon | Équipe du Japon |
| Année           | Matchs          | Buts            |
| --------------- | --------------- | --------------- |
| 2016            | 1               | 0               |
| 2017            | 12              | 0               |
| 2018            | 6               | 1               |
| Total           | 19              | 1               |

## Palmarès
- Vainqueur de la Coupe d'Asie 2018
- Troisième de la Coupe du monde des moins de 20 ans 2012
- Finaliste de la Coupe du monde des moins de 17 ans 2010